# Jingyu
Der Kreis Jingyu (chinesisch 靖宇县, Pinyin Jìngyǔ Xiàn) gehört zum Verwaltungsgebiet der bezirksfreien Stadt Baishan in der nordostchinesischen Provinz Jilin. Er liegt am linken Ufer des Oberlaufs des Songhua Jiang. Jingyu hat eine Fläche von 3.081 km² und 131.631 Einwohner (Stand: Zensus 2010). Im Kreisgebiet liegt der militärische Raketenstartplatz Jingyu. Außerdem ist Jingyu berühmt für seine Ginseng-Produktion.

## Administrative Gliederung
Auf Gemeindeebene setzt sich Jingyu aus sechs Großgemeinden und zwei Gemeinden zusammen. Diese sind (Stand: Zensus 2010):
- Großgemeinde Jingyu (靖宇镇), 41,24 km², 58.617 Einwohner, Zentrum, Sitz der Kreisregierung;
- Großgemeinde Sandaohu (三道湖镇), 521,2 km², 12.574 Einwohner;
- Großgemeinde Huayuankou (花园口镇), 486,3 km², 16.974 Einwohner;
- Großgemeinde Jingshan (景山镇), 566,2 km², 13.975 Einwohner;
- Großgemeinde Narhong (那尔轰镇), 407,8 km², 7.247 Einwohner;
- Großgemeinde Longquan (龙泉镇), 209,2 km², 7.258 Einwohner;
- Gemeinde Chisong (赤松乡), 261,3 km², 4.690 Einwohner;
- Gemeinde Mengjiang (蒙江乡), 592,1 km², 10.296 Einwohner.